# Bruailles
Bruailles és un municipi francès, situat al departament de Saona i Loira i a la regió de Borgonya - Franc Comtat. L'any 2007 tenia 920 habitants.

## Demografia

### Població
El 2007 la població de fet de Bruailles era de 920 persones. Hi havia 387 famílies, de les quals 94 eren unipersonals (49 homes vivint sols i 45 dones vivint soles), 159 parelles sense fills, 106 parelles amb fills i 28 famílies monoparentals amb fills.
La població ha evolucionat segons el següent gràfic:
Habitants censats

### Habitatges
El 2007 hi havia 490 habitatges, 398 eren l'habitatge principal de la família, 82 eren segones residències i 10 estaven desocupats. 479 eren cases i 7 eren apartaments. Dels 398 habitatges principals, 334 estaven ocupats pels seus propietaris, 57 estaven llogats i ocupats pels llogaters i 7 estaven cedits a títol gratuït; 1 tenia una cambra, 21 en tenien dues, 62 en tenien tres, 130 en tenien quatre i 183 en tenien cinc o més. 351 habitatges disposaven pel capbaix d'una plaça de pàrquing. A 170 habitatges hi havia un automòbil i a 197 n'hi havia dos o més.

### Piràmide de població
La piràmide de població per edats i sexe el 2009 era:
| Homes | Edats   | Dones |
| ----- | ------- | ----- |
| 0     | 95 o +  | 0     |
| 0     | 90 a 94 | 8     |
| 8     | 85 a 89 | 4     |
| 8     | 80 a 84 | 16    |
| 24    | 75 a 79 | 32    |
| 24    | 70 a 74 | 20    |
| 20    | 65 a 69 | 48    |
| 32    | 60 a 64 | 24    |
| 32    | 55 a 59 | 24    |
| 32    | 50 a 54 | 28    |
| 28    | 45 a 49 | 28    |
| 20    | 40 a 44 | 40    |
| 16    | 35 a 39 | 20    |
| 28    | 30 a 34 | 24    |
| 16    | 25 a 29 | 16    |
| 12    | 20 a 24 | 24    |
| 28    | 15 a 19 | 32    |
| 16    | 10 a 14 | 28    |
| 16    | 5 a 9   | 28    |
| 20    | 0 a 4   | 8     |

## Economia
El 2007 la població en edat de treballar era de 557 persones, 408 eren actives i 149 eren inactives. De les 408 persones actives 378 estaven ocupades (206 homes i 172 dones) i 29 estaven aturades (10 homes i 19 dones). De les 149 persones inactives 66 estaven jubilades, 39 estaven estudiant i 44 estaven classificades com a «altres inactius».

### Ingressos
El 2009 a Bruailles hi havia 412 unitats fiscals que integraven 979 persones, la mediana anual d'ingressos fiscals per persona era de 17.297 €.

### Activitats econòmiques
Dels 31 establiments que hi havia el 2007, 1 era d'una empresa extractiva, 2 d'empreses de fabricació d'altres productes industrials, 8 d'empreses de construcció, 8 d'empreses de comerç i reparació d'automòbils, 1 d'una empresa de transport, 2 d'empreses d'hostatgeria i restauració, 1 d'una empresa d'informació i comunicació, 2 d'empreses immobiliàries, 3 d'empreses de serveis, 1 d'una entitat de l'administració pública i 2 d'empreses classificades com a «altres activitats de serveis».
Dels 13 establiments de servei als particulars que hi havia el 2009, 1 era un taller de reparació d'automòbils i de material agrícola, 1 paleta, 4 guixaires pintors, 1 fusteria, 2 electricistes, 1 perruqueria, 1 restaurant i 2 agències immobiliàries.
L'únic establiment comercial que hi havia el 2009 era una carnisseria.
L'any 2000 a Bruailles hi havia 21 explotacions agrícoles que ocupaven un total de 923 hectàrees.

## Equipaments sanitaris i escolars
El 2009 hi havia una escola elemental integrada dins d'un grup escolar amb les comunes properes formant una escola dispersa.

## Poblacions més properes
El següent diagrama mostra les poblacions més properes.